# Pachyschelus beniensis
Pachyschelus beniensis es una especie de escarabajo joya del género Pachyschelus, familia Buprestidae. Fue descrita científicamente por Fisher en 1925.